# Nils Olav Fjeldheim
Nils Olav Fjeldheim (n. 18 aprilie 1977, Comuna Tysvær, Rogaland, Norvegia) este un caiacist ce a reprezentat Norvegia, medaliat olimpic. A participat la 2 ediții ale Jocurilor Olimpice (2000, 2004) în care a câștigat o medalie de bronz.